# Galopphäst

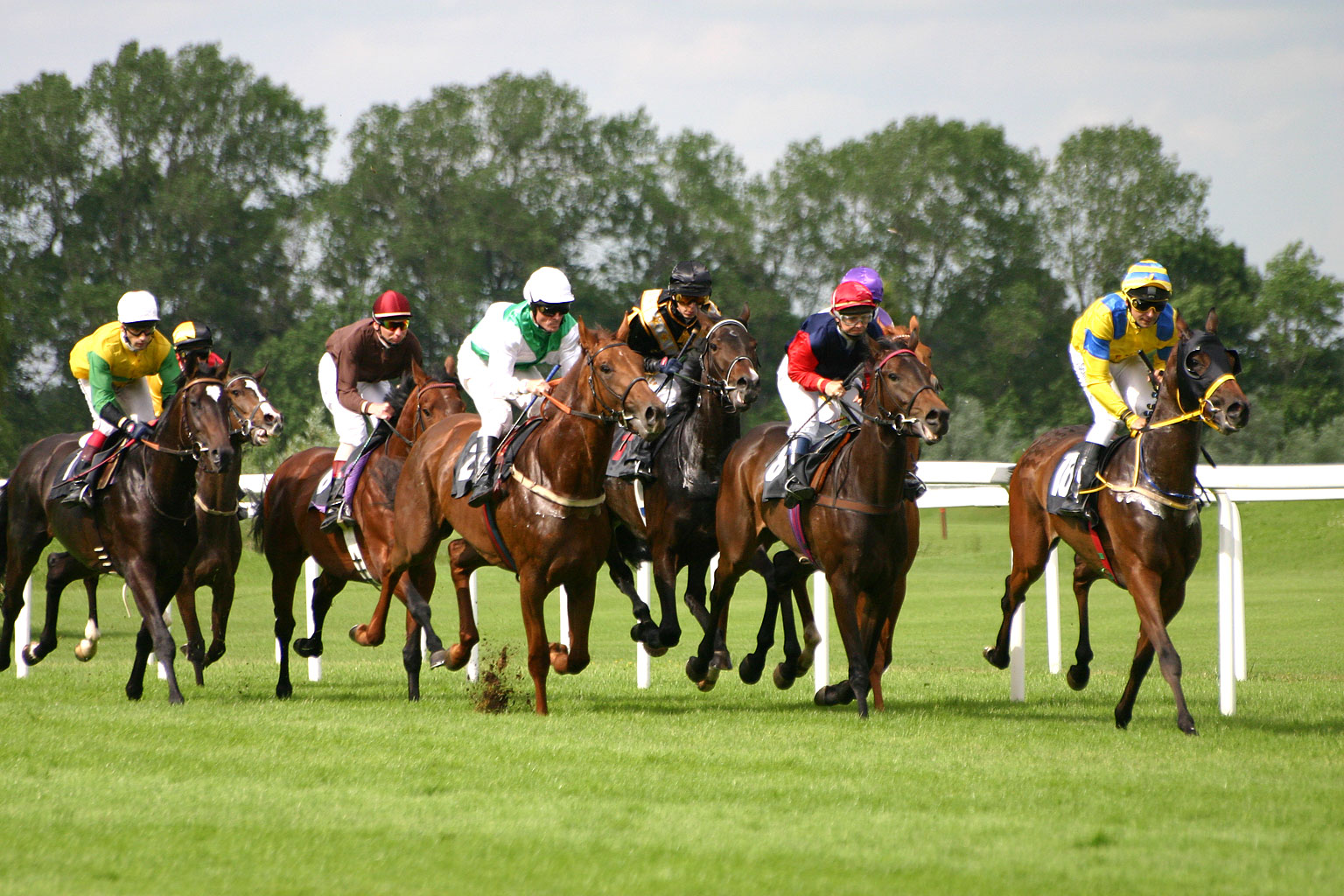
Engelska fullblod i ett galopplöp

Galopphästen, eller galoppören som den ibland kallas är en typ av häst som utvecklas och avlas framförallt till galoppsport. Den vanligaste hästrasen som används inom galoppen är Engelskt fullblod, som räknas som den snabbaste hästen i världen. Arabiska fullblod har använts inom galoppsporten i flera tusen år och ända sedan 1970 är de även tillåtna inom galoppsporten i Sverige i en egen gren kallad Arabgalopp. 

## Raser
Engelskt fullblod är den ras man oftast menar när man talar om kapplöpningshästar men sedan 1970 får även arabiska fullblod tävla i Sverige (se arabgalopp). Arabiska fullblod och engelska fullblod tävlar dock aldrig mot varandra. I USA är förekommer även den prickiga Appaloosan som galopphäst. Appalosan tävlar i samma lopp som de engelska fullbloden, men den förekommer inte så ofta. I Asien har man i flera tusen år tävlat med både arabiska fullblod och andra ökenhästar t.ex. achaltekeer-hästar.

## Egenskaper
Galopphästen utmärks främst av sin snabbhet. Benen måste vara starka för att klara av påfrestningarna och vissa hästar har även bra hoppkapacitet för speciella galopplöp med hinder kallad Steeplechase. Uthållighet och kondition är ett måste för en galopphäst. Det engelska fullblodet kan börja tävlas redan vid 2 års ålder och arabhästarna får tävla vid 3 års ålder. 

## Berömda galopphästar
- Secretariat
- Eclipse (galopphäst)
- Man O' War
- Seabiscuit (häst)
- Red Rum
- Bold Ruler
- Sunday Silence
- Flying Childers
- Ruffian